# Dolores, Abra
Dolores là một đô thị hạng 5 ở tỉnh Abra, Philippines. Theo điều tra dân số năm 2007, đô thị này có dân số 10.787 người trong 2.106 hộ.

## Các khu phố (barangay)
Dolores được chia thành 15 khu phố (barangay).
| Barangay    | Pop. (2007) |
| ----------- | ----------- |
| Bayaan      | 447         |
| Cabaroan    | 428         |
| Calumbaya   | 457         |
| Cardona     | 561         |
| Isit        | 802         |
| Kimmalaba   | 883         |
| Libtec      | 561         |
| Lub-lubba   | 266         |
| Mudiit      | 1,362       |
| Namit-ingan | 411         |
| Pacac       | 663         |
| Poblacion   | 2,071       |
| Salucag     | 404         |
| Talogotg    | 1,083       |
| Taping      | 388         |

## Kết quả bầu cử năm 2007
| Chức vụ          | Ứng cử viên           | Tổng số phiếu |
| ---------------- | --------------------- | ------------- |
| Thị trưởng       | Albert Zapata Guzman  | 2.323         |
| Phó thị trưởng   | Socorro Valera Guzman | 2.773         |
| Uỷ viên hội đồng | Loreto B. Bumagat     | 2.464         |
| Uỷ viên hội đồng | Clemente B. Guzman    | 2.337         |
| Uỷ viên hội đồng | Bernadette E. Cortez  | 2.290         |
| Uỷ viên hội đồng | Pedrito T. Britos     | 2.145         |
| Uỷ viên hội đồng | Benjamin A. Tadeo     | 2.115         |
| Uỷ viên hội đồng | Sixto A. Ariota Jr.   | 2.108         |
| Uỷ viên hội đồng | Noel T. Tigrado       | 2.107         |
| Uỷ viên hội đồng | Mario B. Castro       | 2.069         |